# Ministerio de Educación (Nicaragua)
El Ministerio de Educación de Nicaragua es el ministerio rector en el sector educación en Nicaragua. Conocido comúnmente como MINED. También se conoció con el nombre de Ministerio de Educación, Cultura y Deportes (MECD), durante el Gobierno del Partido Liberal  Constitucionalista.

## Historia
El Ministerio de Educación (MINED) de Nicaragua, es el órgano de gobierno en encargado de administrar el sistema educativo que rige el país. Su nombre original fue Ministerio de Instrucción Pública (1875). Cuando el Dr. Lorenzo Guerrero asumió el cargo como Ministro de Educación en los años 1940, dispuso cambiarle el nombre por Secretaría de Educación; quizás influenciado por el nombre que se le da a este órgano de gobierno en México, país donde fue embajador. --
En el año 1994, cuando el Partido Liberal asume el gobierno, se le cambia el nombre a Ministerio de Educación, Cultura y Deportes. Nombre que se mantuvo hasta el año 2006, año en el que se le cambió al nombre actual cuando el partido Frente Sandinista de Liberación Nacional (FSLN), ganas las elecciones nacionales.

## Profesiones y períodos de algunos ministros
Entre el año 1940 y 2004 han ocupado cargo, 25 ministros. Las profesiones de estos era:
- 3 maestros de profesión
- 11 abogados
- 4 ingenieros
- 4 médicos
- 1 Administrador de Empresas
- 1 Economista
- 1 sacerdote.

Desde el  2010 ocupa el cargo de ministra la profesora Lilliam Herrera, desde su juventud trabajó en la Cruzada Nacional de Alfabetización, luego fue dirigente de ANDEN, en los años 1990 fue directora del Instituto Nacional Francisco Luis Espinoza de la ciudad de Estelí, desde donde se opuso férreamente a la denominada Autonomía Escolar que promovió el exministro de Educación Humberto Belli.

## Sedes
La sede central se encuentra en la ciudad capital, Managua. Así mismo, existen sedes en las cabeceras departamentales de los 15 departamentos del país y, en el caso de las dos regiones autónomas (Costa Caribe Norte y Costa Caribe Sur), se le conoce como sedes regionales.
El MINED no posee edificios propios. En los primeros años, sus instalaciones físicas estuvieron ubicadas en un edificio de dos pisos a una cuadra del viejo mercado San Miguel en el corazón de Managua; luego se trasladó al Palacio Nacional (actualmente Palacio de la Cultura), esquina sureste del segundo piso. Posteriormente, pasó a la vieja Casa del Águila frente al Lido Palace Hotel, vecino del parque Frixione y en los años sesenta cambió de local nuevamente instalándose en el Edificio Cerna, carretera norte donde están las oficinas centrales de PETRONIC.
Al ocurrir el terremoto de 1972, pasó a ocupar varios pabellones de la Escuela Normal de Managua en el Barrio La Fuente y de allí se trasladó a las actuales instalaciones en el Centro Cívico.